# Kansas
Kansas (wymowa:/ˈkænzəs/ⓘ) – stan w regionie Midwest, w środkowej części Stanów Zjednoczonych. Na północy graniczy ze stanem Nebraska, na wschodzie ze stanem Missouri, na południu z Oklahomą, a na zachodzie z Kolorado. Jego stolicą jest Topeka, a największym miastem Wichita. Swoim zasięgiem obejmuje częściowo obszar metropolitalny – Kansas City.
Stan Kansas jest położony na Wielkich Równinach. Teren jest falisty, częściowo pagórkowaty, co sprzyja rolnictwu. Kansas jest jednym z najbardziej produktywnych stanów rolniczych, a w 2017 roku wyprodukował 18% krajowej produkcji pszenicy i 55% sorgo.
Nazwa stanu pochodzi od nazwy miejscowego plemienia indiańskiego Kansa, tłumaczonej jako „ludzie południowego wiatru”.

## Symbole stanu
- Dewiza: ad astra per aspera (łac.) (do gwiazd przez ciernie)
- Przydomek: Sunflower State (stan słoneczników)
- Symbole: słonecznik, topola amerykańska, świergotek

## Historia
- 1541 – na terytorium dzisiejszego Kansas dotarła hiszpańska ekspedycja kierowana przez Francisco Vásqueza de Coronado.
- pierwsza połowa XVIII wieku – Kansas było częścią francuskiej Luizjany.
- 1762 – teren przeszedł pod panowanie Hiszpanii.
- 1800 – został ponownie własnością Francji.
- 1803 – Stany Zjednoczone zakupiły Luizjanę od Napoleona Bonaparte.
- 1854–1858 – zbrojne starcia pomiędzy zwolennikami a przeciwnikami niewolnictwa, znane pod nazwą „krwawiący Kansas”.
- 29 stycznia 1861 – Kansas zostało przyjęte do Unii (jako 34. stan); nastąpiło zniesienie niewolnictwa.
- Lata 60. – 80. XIX wieku – Kansas odegrało kluczową rolę w erze wielkich przepędów bydła po wojnie secesyjnej, stając się głównym "railheadem" (punktem przeładunkowym na kolej) dla milionów sztuk bydła Texas Longhorn z Teksasu. Miasta takie jak Abilene, Dodge City, Wichita i Ellsworth stały się słynnymi "cow towns", gdzie bydło ładowano na pociągi i wysyłano na wschodnie rynki.
- 1879 – tysiące Afroamerykanów masowo migrowało do Kansas szukając wolności i lepszego życia. Nazywano ich "Exodusters" (od exodusu, czyli masowego wyjścia), a w Kansas zakładali nowe osady, takie jak Nicodemus.
- Koniec XIX wieku – rozwój rolnictwa (szczególnie pszenicy, dzięki której Kansas zyskało miano "spichlerza Ameryki") oraz początek industrializacji, zwłaszcza w sektorze wydobycia ropy naftowej, gazu ziemnego i w przemyśle mięsnym (zakłady pakowania mięsa w Kansas City).
- Lata 30. XX wieku – Dust Bowl, czyli seria potężnych burz piaskowych i długotrwała susza, która zrujnowała rolnictwo i zmusiła wielu mieszkańców do migracji, będąc częścią szerszego kryzysu gospodarczego zwanego Wielkim Kryzysem.

## Geografia

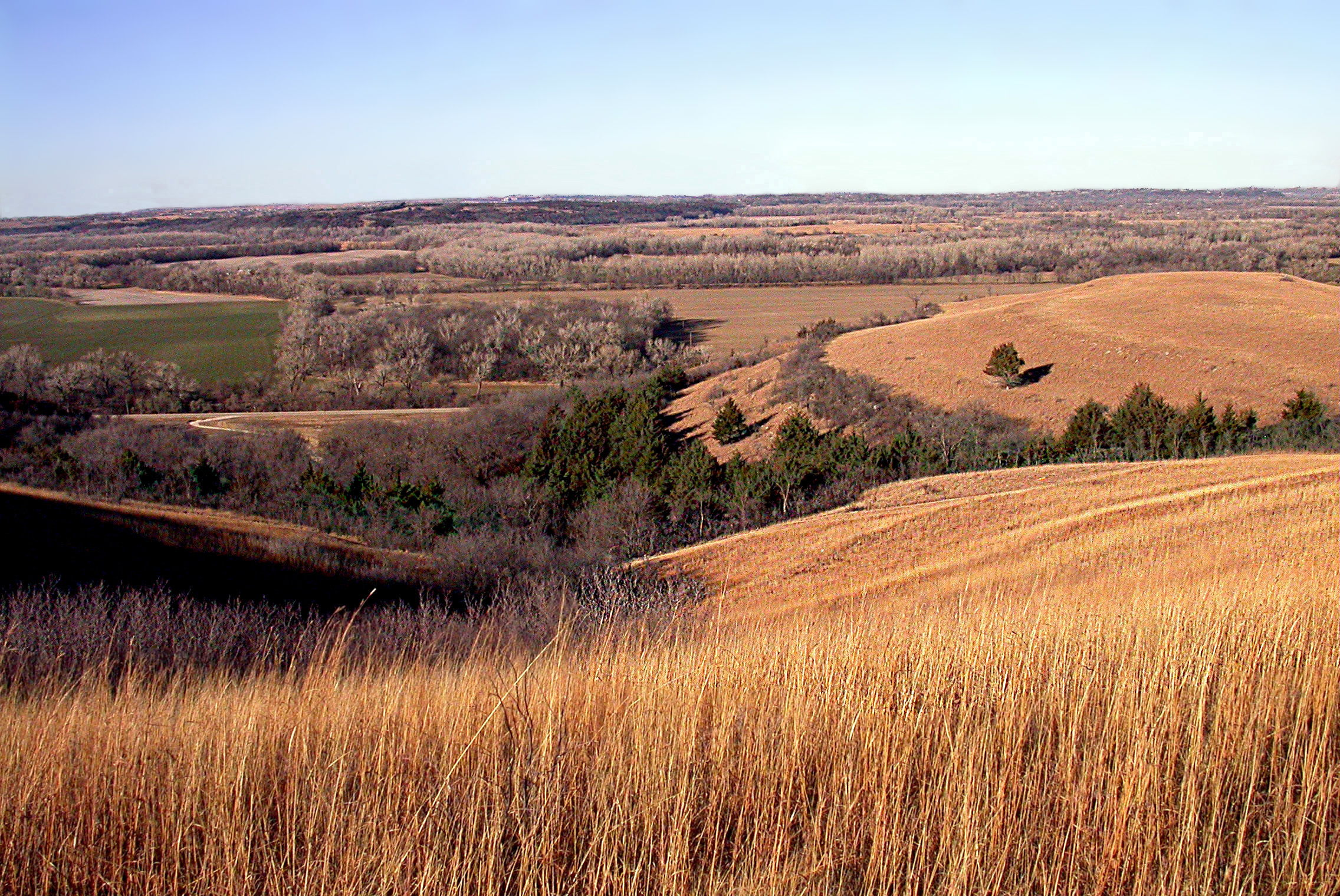
Stacja biologiczna Konza Prairie

Według statystyk National Centers for Environmental Information, Kansas odnotowało więcej tornad (w okresie od 1989 do 2019 średniorocznie 91) niż jakikolwiek stan z wyjątkiem Teksasu i znacznie więcej niż kolejna Oklahoma. 
- Klimat: podzwrotnikowy suchy z dużymi różnicami temperatur między latem a zimą
- Główne rzeki: Missouri, Kansas, Arkansas
- Roślinność: preria
- Najwyższy szczyt: Mount Sunflower (1231 m n.p.m.)
- Liczba hrabstw: 105 (lista)
- Strefy czasowe: UTC-06:00 i 4 zachodnie hrabstwa w UTC-07:00

### Miasta

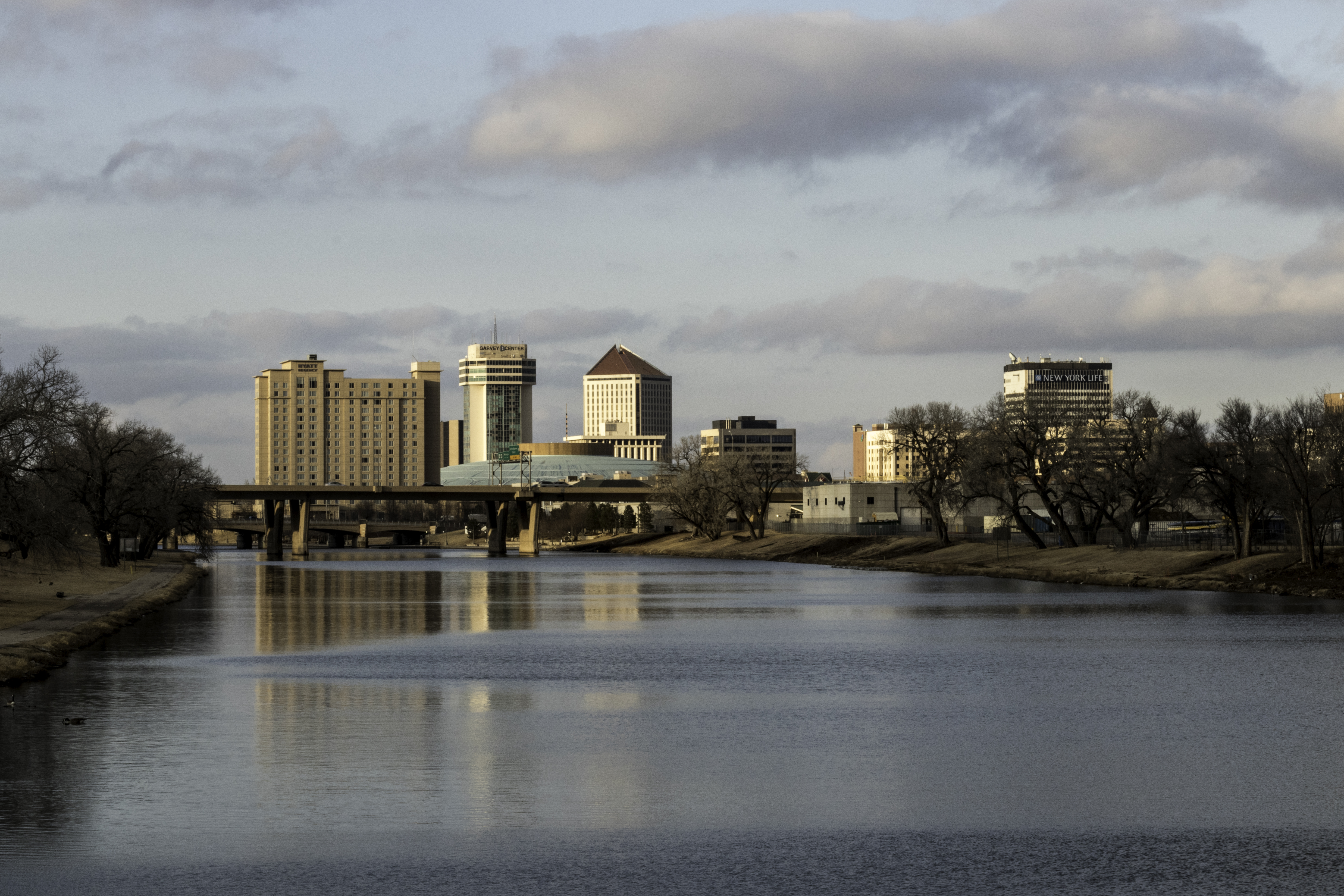
Największe miasto stanu Kansas – Wichita – położone jest nad rzeką Arkansas.

Na terenie stanu Kansas znajduje się 626 miast (city), w tym 5 o liczbie ludności przekraczającej 100 000, 35 powyżej 10 000 mieszkańców, a 193 powyżej 1000 mieszkańców (2021 r.).
Lista miast zamieszkanych przez 4000 lub więcej osób (2021 r.):

- Wichita (395 699)
- Overland Park (197 106)
- Kansas City (154 545)
- Olathe (143 014)
- Topeka (125 963)
- Lawrence (95 256)
- Shawnee (67 511)
- Lenexa (58 388)
- Manhattan (54 763)
- Salina (46 481)
- Hutchinson (39 712)
- Leavenworth (37 176)
- Leawood (33 743)
- Garden City (27 856)
- Dodge City (27 690)
- Derby (25 847)
- Emporia (24 009)
- Gardner (23 942)
- Prairie Village (22 878)
- Junction City (22 429)
- Hays (20 795)
- Pittsburg (20 738)
- Liberal (19 640)
- Newton (18 433)
- Andover (15 435)
- Great Bend (14 580)
- McPherson (13 944)
- El Dorado (12 810)
- Ottawa (12 604)
- Arkansas City (11 929)
- Winfield (11 726)
- Haysville (11 315)
- Lansing (11 239)
- Merriam (11 017)
- Atchison (10 694)
- Mission (9864)
- Parsons (9479)
- Augusta (9267)
- Coffeyville (8847)
- Chanute (8642)
- Spring Hill (8547)
- Park City (8503)
- Independence (8464)
- Bel Aire (8448)
- Bonner Springs (7805)
- Wellington (7664)
- Fort Scott (7513)
- Valley Center (7419)
- Basehor (7219)
- Roeland Park (6817)
- Mulvane (6587)
- Pratt (6573)
- Abilene (6468)
- Eudora (6449)
- De Soto (6380)
- Maize (6060)
- Paola (5786)
- Ulysses (5770)
- Tonganoxie (5702)
- Colby (5516)
- Goddard (5372)
- Iola (5343)
- Concordia (5032)
- Louisburg (4994)
- Baldwin City (4882)
- Wamego (4860)
- Edwardsville (4610)
- Goodland (4450)
- Russell (4388)
- Osawatomie (4280)
- Rose Hill (4269)
- Fairway (4171)
- Clay Center (4138)
- Scott City (4104)

## Demografia

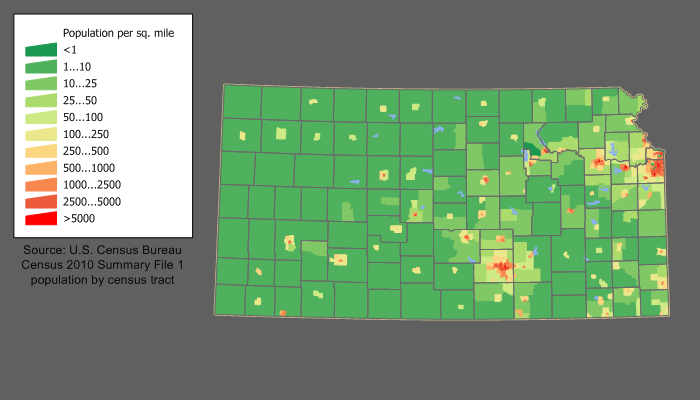
Mapa gęstości zaludnienia

Spis ludności z roku 2020 stwierdza, że stan Kansas liczy 2 937 880 mieszkańców, co oznacza wzrost o 84 762 (3,0%) w porównaniu z poprzednim spisem z roku 2010. Dzieci poniżej piątego roku życia stanowią 6,4% populacji, 24% mieszkańców nie ukończyło jeszcze osiemnastego roku życia, a 16,3% to osoby mające 65 i więcej lat. 50,2% ludności stanu stanowią kobiety.

### Język
Najpowszechniej używanymi językami są:
- język angielski – 89,48%,
- język hiszpański – 7,01%,
- język niemiecki – 0,53%.

### Rasy i pochodzenie
Według danych pięcioletnich z 2023 roku, 77,9% mieszkańców stanowiła ludność biała (73,4% nie licząc Latynosów), 9% miało rasę mieszaną, 5,4% to czarni Amerykanie lub Afroamerykanie, 2,9% Azjaci, 0,7% rdzenna ludność Ameryki, 0,09% Hawajczycy i mieszkańcy innych wysp Pacyfiku. Latynosi stanowią 13,3% ludności stanu.
Największe grupy stanowią osoby pochodzenia niemieckiego (23,4%), angielskiego (12,1%), irlandzkiego (11%), meksykańskiego (10,4%) i „amerykańskiego” (5,5%). Istnieją także duże grupy osób pochodzenia szkockiego lub szkocko–irlandzkiego (80,1 tys.), nieokreślonego europejskiego (69,7 tys.), francuskiego (65,7 tys.), włoskiego (63,2 tys.), szwedzkiego (51 tys.), polskiego (36,3 tys.), holenderskiego (35,4 tys.) i afrykańskiego subsaharyjskiego lub arabskiego (33,1 tys.).

### Religia
Dane z 2014 r.:
- protestanci – 57%:

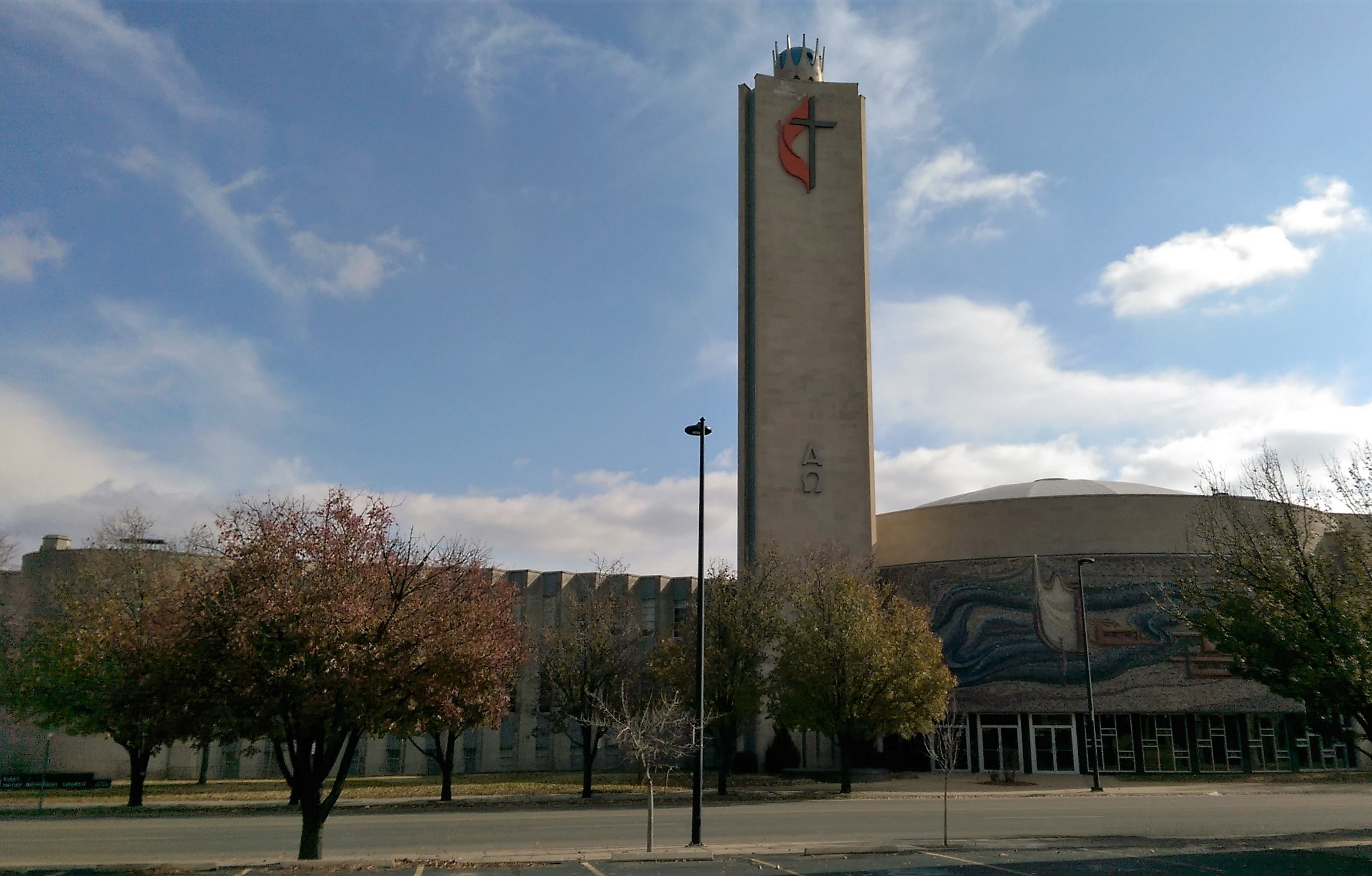
Pierwszy Zjednoczony Kościół Metodystyczny w Wichicie

  - ewangelikalni – 31% (gł. baptyści, bezdenominacyjni, zielonoświątkowcy, campbellici, uświęceniowcy i luteranie[11]),
  - głównego nurtu – 24% (gł. metodyści[11])
  - historyczni czarni protestanci – 2%,
- brak religii – 20% (w tym: 3% agnostycy i 2% ateiści),
- katolicy – 18%,
- mormoni – ok. 1,5%
- pozostałe religie – 4% (w tym: świadkowie Jehowy, żydzi, hinduiści, buddyści, muzułmanie, prawosławni, wyznawcy Kościoła Jedności, scjentyści, unitarianie uniwersaliści, bahaiści i sikhowie[12]).

## Gospodarka

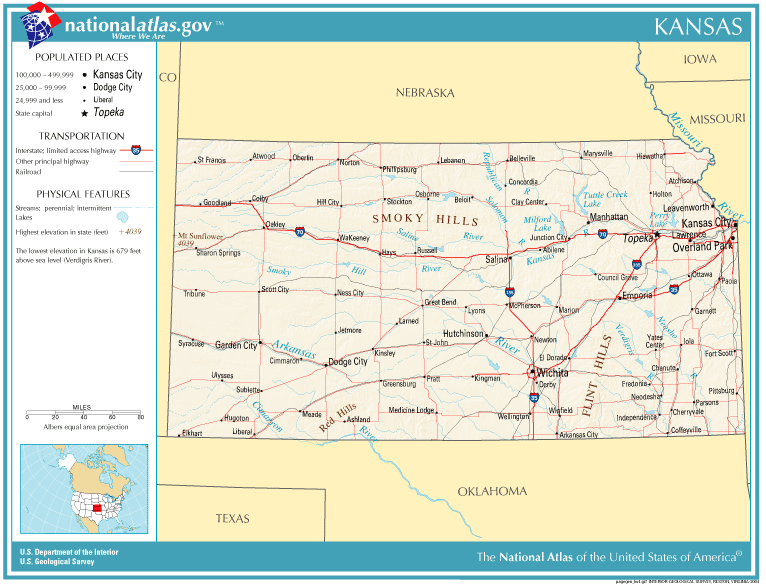
Mapa dróg stanu Kansas

### Przemysł
Przemysł sprzętu transportowego jest największym pod względem zatrudnienia w Kansas. Sektor ten stanowi 20% siły roboczej stanu. Niżej znajdują się przetwórstwo spożywcze zatrudniające 18% pracowników przemysłowych stanu, oraz maszyny przemysłowe z 14%. Metalowe wyroby gotowe stanowią 8%, a wyroby chemiczne kolejne 6%.
Pakowanie mięsa i przemysł mleczarski to główne obszary działalności gospodarczej, a składy towarowe w Kansas City należą do największych w kraju. Dwie wiodące branże to produkcja sprzętu transportowego oraz maszyn przemysłowych i komputerowych. Wichita to ośrodek przemysłu lotniczego, produkujący głównie samoloty prywatne, ale także wojskowe.

### Zasoby i energia

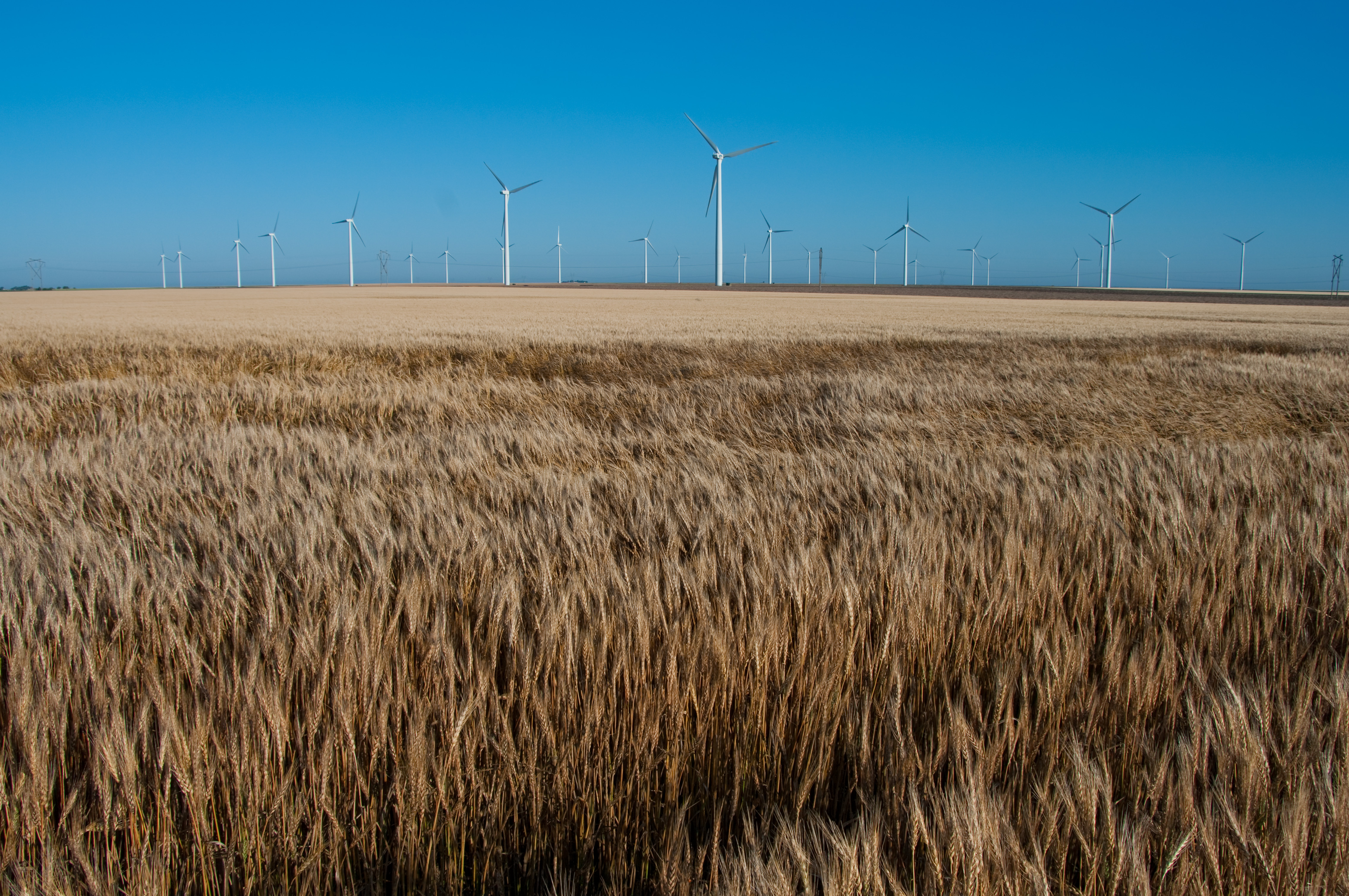
Farma wiatrowa w pobliżu Spearville.

Kansas posiada znaczne zasoby ropy naftowej, gazu ziemnego i energii odnawialnej. Wiatr w 2019 roku po raz pierwszy wyprzedził węgiel jako największe źródło energii elektrycznej w stanie Kansas. W 2020 roku za wytworzenie energii elektrycznej odpowiadały głównie: energia wiatrowa (43%), elektrownie węglowe (31%), elektrownia jądrowa (19%) i gaz ziemny (6%).

### Rolnictwo
Kansas zajmuje trzecie miejsce w kraju pod względem ilości gruntów przeznaczonych pod uprawę i jest numerem jeden wśród producentów pszenicy i sorgo. Kukurydza, siano, soja i słonecznik są również jednymi z najważniejszych produktów rolnych. Jednak bydło i cielęta stanowią najbardziej ceniony towar w sektorze rolniczym.

## Uczelnie
- University of Kansas
- Kansas State University